# Sam Jaffe
Sam Jaffe (født 10. marts 1891, død 24. marts 1984) var en amerikansk skuespiller, lærer, musiker og ingeniør. I 1951 blev han nomineret til en Oscar for bedste mandlige birolle for sin præstation i Asfalftjunglen (1950). Jaffe medvirkede i andre filmklassikere som Ben-Hur (1959) og Den dag, jorden stod stille (1951). Han er bedst husket for at spille titelrollen i Gunga Din (1939) og High Lama i Tabte horisonter (1937).